# Exaplatanos
Exaplatanos (griechisch Εξαπλάτανος (m. sg.)) ist eine Kleinstadt, die bis 2010 eine selbständige Gemeinde in der griechischen Präfektur Pella bildete. 2010 wurde sie mit der Nachbargemeinde Aridea zur neuen Gemeinde Almopia zusammengeschlossen, in der Exaplatanos seither einen Gemeindebezirk bildet.
Exaplatanos wird im Norden durch das Voras-Massiv vom Territorium Mazedoniens abgegrenzt. Die höchsten Erhebungen auf dem Gebiet der Gemeinde sind der Tzena (griechisch Τζένα, 2182 m) und nordwestlich der Pinovo (griechisch Πίνοβο, 2154 m). Im Osten trennt der bis 1400 m hohe Paiko (griechisch Πάικο) Exaplatanos von der Gemeinden Peonia. Mit dem südwestlichen Gebiet hat die Gemeinde Anteil am östlichen Becken von Almopia, das durch den Fluss Moglenitsas und seine Zuläufe gebildet wird. Der Moglenitsas bildet die Grenze zum westlich gelegenen Gemeindebezirk Aridea, im Süden liegen die Gemeinden Skydra und Pella.
Der Ort wurde 1918 unter dem Namen Kapiniani (gr. Καπίνιανη) als Landgemeinde (kinotita) anerkannt und 1922 in Exaplatanos umbenannt. 1997 wurde Exaplatanos zur Stadtgemeinde (dimos) erhoben und durch Eingemeindungen zahlreicher umliegender Dörfer erheblich vergrößert.
Der Ort ist bekannt für seine landwirtschaftliche Produkte und seine Viehzucht. Zum Gemeindebezirk gehört auch der Ort Archangelos.